# Milena Zajović
Milena Zajović je novinarka, filmska selektorica i aktivistica rođena 1983. u Zagrebu. Diplomirala je psihologiju na Hrvatskim studijima Sveučilišta u Zagrebu, te završila edukaciju za psihoterapeuta u Hrvatskom udruženju za bihevioralno-kognitivne terapije. U Hrvatskoj je najpoznatija kao novinarka i organizatorica Motovun Film Festivala, a u međunarodnim krugovima i kao aktivistica za prava LGBTIQ+ osoba i migranata. 
Članica je Akademije za politički razvoj, Hrvatskog psihološkog društva, Udruženja za kognitivno-bihevioralnu terapiju HUBIKOT. Hrvatskog društva filmskih kritičara i međunarodne asocijacije filmskih kritičara FIPRESCI.[nedostaje izvor]

## Medijska karijera
Novinarstvom se počela baviti 2001. godine, prvo u političkom tjedniku Nacional i njihovom tjedniku Zagreb News, od 2005. godine u dnevnim novinama Večernji list u kojima obnaša funkciju urednice kulture. Svakog utorka u tiskanom i web izdanju Večernjeg lista objavljuje kolumne u kojima se bavi društvenim aktualnostima, a redovito piše i filmske kritike. U ranijoj karijeri bila je novinarka, reporterka i urednica na desku, baveći se temama iz domene ljudskih prava, politike i kulture. Među njenim većim istraživačkim pričama bilo je razotkrivanje redatelja Dalibora Matanića kao seksualnog predatora.
Paralelno s uredničkim radom u Večernjem listu, od 2017. do 2019. godine razvijala je i implementirala strategiju interne komunikacije za Styria Media Grupu u Hrvatskoj. Od 2018. godine predaje odnose s javnošću u Styria SCOOL akademiji.
Kao istraživačica surađivala je s novinarskim timovima Al Jazeere, BBC-a i TV kuće Kurdistan 24, te radila na dokumentarnom serijalu "Strip u hrvatskoj" za Hrvatsku radioteleviziju. Radi i kao dopisnica za Hrvatsku za stručni portal Film New Europe.
Dobitnica je nagrade Hrvatskog novinarskog društva za najbolje novinarske radove objavljene u 2024. godini.

## Aktivizam
Milena Zajović bila je suorganizatorica prvog Zagreb Pridea održanog 2002. godine, dopredsjednica prve hrvatske LGBT udruge Iskorak, te suosnivačica kolektiva Ponosni Zagreb 2019. godine. LGBTIQ+ pravima bavi se i kao edukatorica i mentorica mladim generacijama aktivista i novinara.
U jeku izbjegličke krize 2015. godine, postala je dijelom inicijative Are You Syrious, čija je predsjednica bila od 2016. do 2023. godine. Od 2018. do 2024. godine obnašala je i funkciju voditeljice zagovaračkog tima međunarodne mreže Border Violence Monitoring Network. Inicirala je i uredila dva izdanja Black Book of Pushbacks („Crna knjiga vraćanja”), arhiva 892 svjedočanstva o nasilju na vanjskim granicama Europske unije. Obje knjige predstavljene su u Europskom parlamentu.

## Rad u kulturi
Od 2001. godine radi kao stručna suradnica, koordinatorica sektora i selektorica na nizu festivala i umjetničkih projekata. Posebno se ističe njen rad na Motovun Film Festivalu, u čijoj organizaciji sudjeluje od 2002. godine, a trenutno obnaša funkciju selektorice glavnog programa. U različitim funkcijama surađivala je i sa festivalima ZagrebDox, Eurokaz, Queer Zagreb, Zagreb Comic Con i drugima.
Kao protagonistica se pojavljuje u više dokumentarnih filmova, te glumi u predstavi "Usmeni spomenik" Jelene Kovačić i Anice Tomić.